# Barvení vláken ve hmotě
Barvení textilních vláken ve hmotě

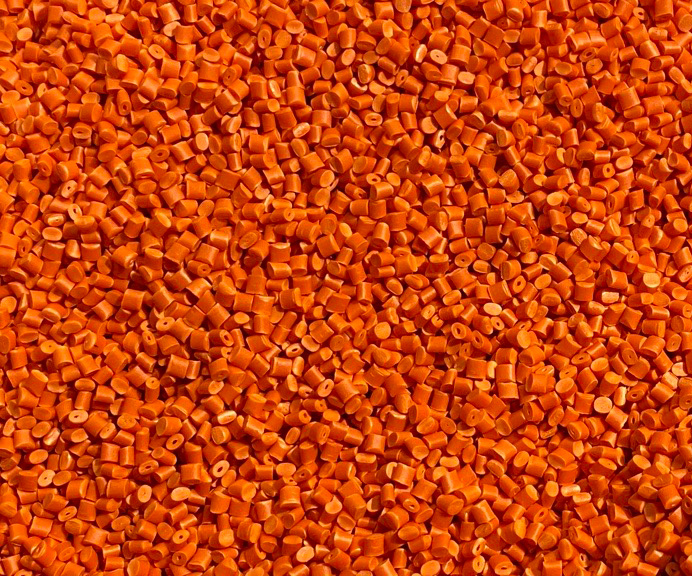
Granulát masterbatch s červeným pigmentem

je výrobní proces, při kterém se přidává pigmentový materiál masterbatch (jako granulát nebo prášek ve směsi s bezbarvou pryskyřicí) do tekutého polymeru zahřívaného na 250-300°C. Směs prochází potom extruderem a zvlákňovací tryskou jako při konvenční výrobě syntetických vláken. 
Barvení ve hmotě vyvinuli evropští chemici v 50. letech 20. století. V roce 2022 se odhadoval objem celosvětového obchodu s přízemi barvenými ve hmotě na 12 miliard USD.
Technologie se běžně používá k barvení vláken z  polyesteru, polypropylenu,  polyamidu a  viskózy. 
Výhody oproti barvení materiálu v přízi nebo v kuse: stálost vybarvení, jasné barvy, snížení výrobních nákladů o 0,22-0,29 USD/kg, spotřeby vody o 89 %, energie o 64 %, emisí CO2 o 62 %.